# Grunchia krameri
Grunchia krameri är en insektsart som beskrevs av Blocker 1975. Grunchia krameri ingår i släktet Grunchia och familjen dvärgstritar. Inga underarter finns listade i Catalogue of Life.